# NV1
NV1 是由 NVIDIA 用了兩年研發，於1995年5月發布的顯示晶片。它亦是 NVIDIA 自創立起的首款產品。NVIDIA 亦授權 SGS Thomson Microelectronics 生產，晶片型号為 STG2000X B。

## 产品介绍
當時還沒有像 Direct3D 的多边形 3D 标准，所以 nVIDIA 使用二次方程纹理贴图作為立體圖形的实现方式。它不但拥有完整的 2D/3D 核心，還內建声音处理核心。
顯示核心首次使用 VRAM 作為顯示記憶體。NV1 直接支持世嘉土星游戏搖桿和操纵杆。
声音处理核心的性能有 350 MIPS，能处理简单的立體声，還含有一個 DMA 引擎，能使用 PCI 接口與系統記憶體直接交換數據，避免佔用顯示記憶體。但這个音效核心的功能相比很多同期的声卡為差。
隨後微软在 Windows 95 制订 Direct3D 多边形立體标准，縱使 NV1 的二次方程纹理贴图是出色的技术，但始終不兼容 Direct3D，亦不支援當時還很流行的 Glide。Diamond 推出的 NV1 大幅度降低產品售價，並附上一个世嘉土星游戏手柄，都无济于事。NV1 始終未能打進主流市场，而电腦厂商也拒绝使用不兼容 Direct3D 的圖形芯片。為了節省開支以研發 Direct3D 圖形芯片，NVIDIA 解雇部分员工。

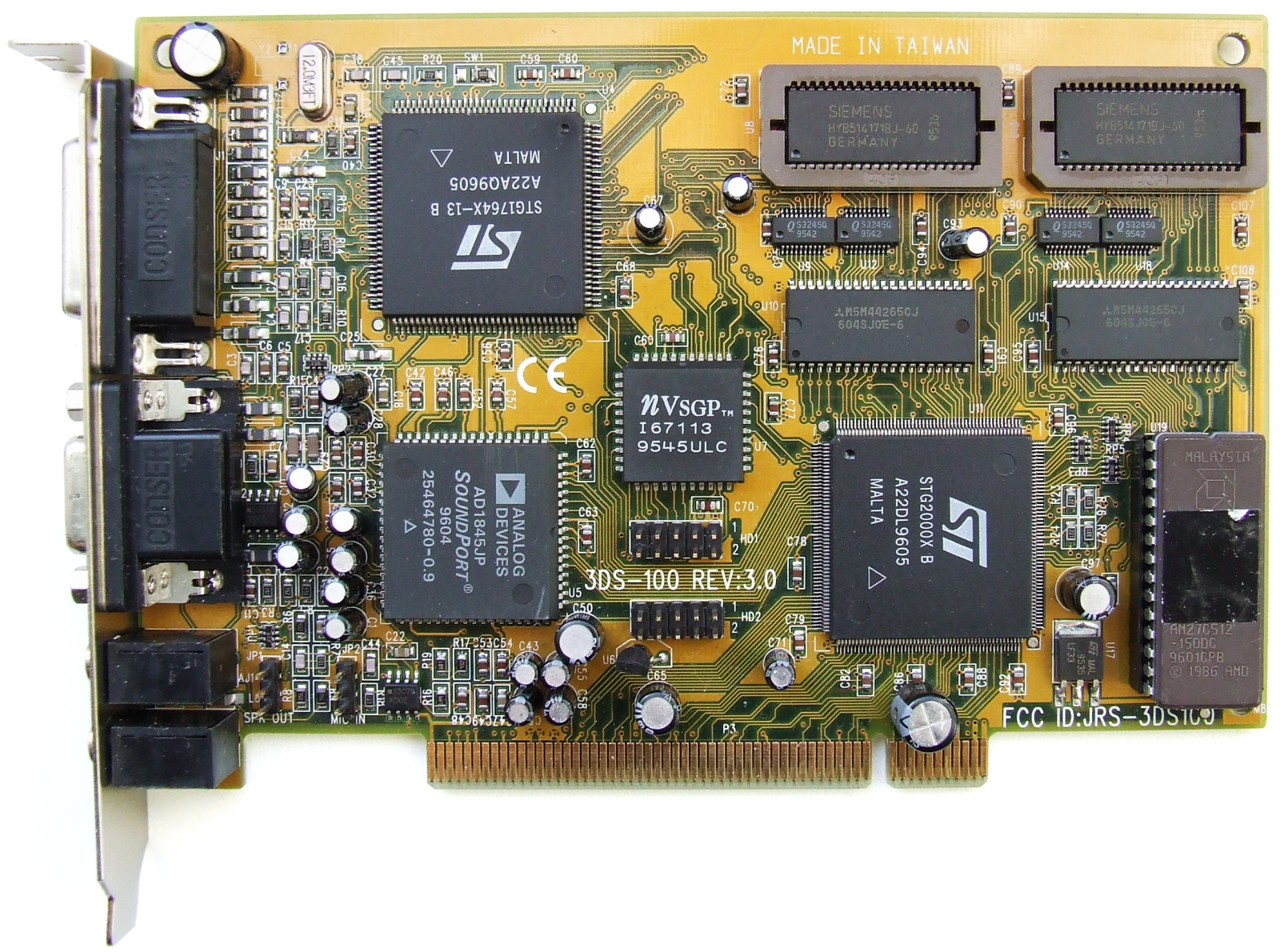
聰泰推出的 YUAN 小影霸 3DS-100，芯片是 STG2000X

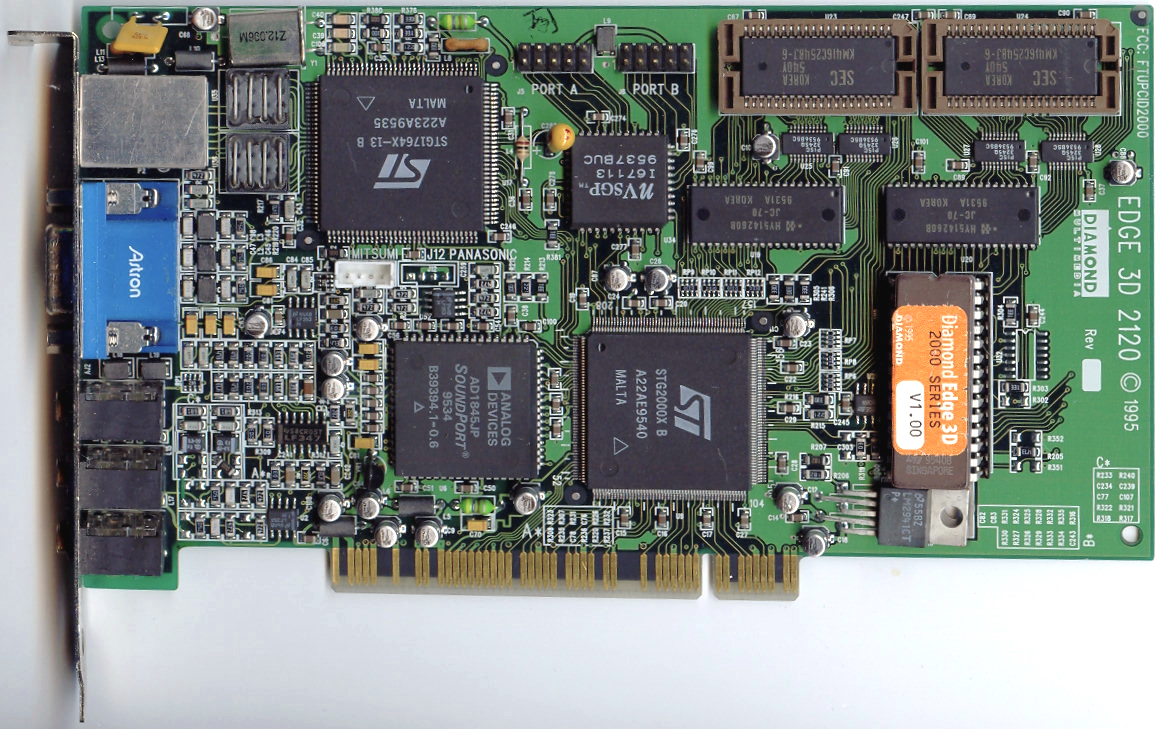
帝盟推出的 EDGE 3D 2120，芯片是 STG2000X

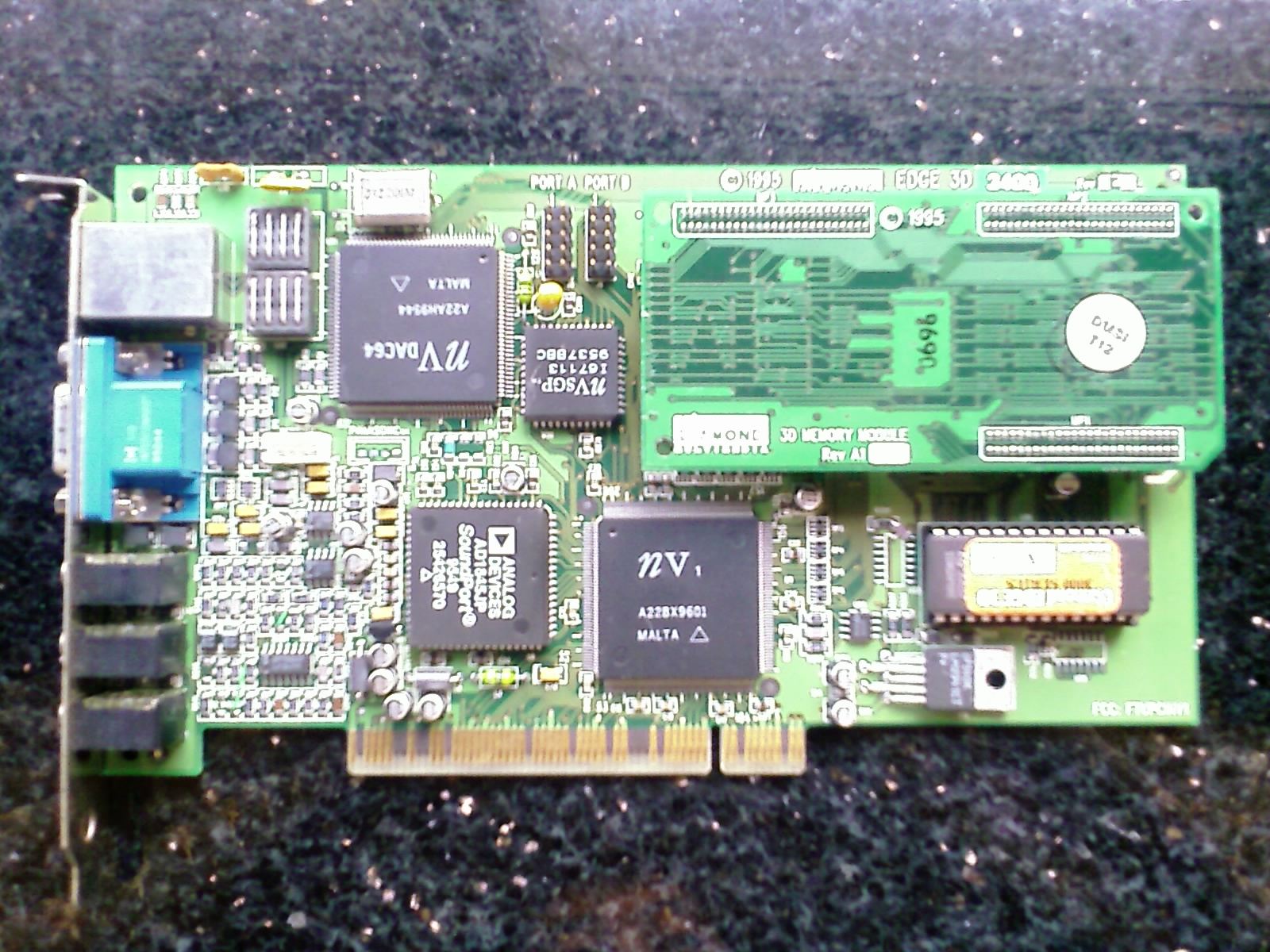
帝盟推出的 EDGE 3D 3400，芯片是 NV1

## 产品列表
以下為已知採用 NV1（STG 2000X B）晶片的產品
- Aztech（愛捷特）
  - 3D Galaxy

- Core-Dynamics
  - DynaGraFx 3-D

- Diamond Multimedia（帝盟多媒體）
  - EDGE 3D 2120
  - EDGE 3D 2200
  - EDGE 3D 3240
  - EDGE 3D 3400

- Focus TNC
  - 型號未知

- Genoa Systems（熱那亞系統）
  - Stratos 3D

- Jazz Multimedia（爵士多媒體）
  - 3D Magic

- Kasan Electronics（佳山電子）
  - 型號未知

- Leadtek（麗台）
  - WinFast Proview 3D GD400
  - WinFast Proview 3D GD500

- MediaForte
  - VideoForte VF64-3DG-01
  - VideoForte VF64-3DG-02

- Yuan（聰泰）
  - JRS-3DS100